# هرمان مارتنس
هرمان مارتنس (انگلیسی: Hermann Martens; ۱۶ آوریل ۱۸۷۷ – ۱ ژانویهٔ ۱۹۱۶) دوچرخه‌سوار اهل امپراتوری آلمان بود.